# Kingdom Hearts Coded
Kingdom Hearts Coded (キングダム ハーツ コーデッド Kingudamu Hātsu Kōdeddo) er et konsolrollespil udviklet og udgivet af Square Enix til mobiltelefoner. Spillet er en del af Kingdom Hearts-serien og fokuserer på kong Mickey Mouse. Det blev annonceret på Tokyo Game Show 2007.